# Цзу Чунчжи
Цзу Чунчжи (кит. упр. 祖冲之, пиньинь Zǔ Chōngzhī, 429—500) — китайский математик и астроном.

## Биография
Многие его предки изучали астрономию и календарь, поэтому с детства он получил математические и астрономические знания. В 464 году, когда Цзу Чунчжи было 35 лет, он начал заниматься вычислением числа {\displaystyle \pi }.
Был придворным астрономом во времена династии Ци (479—502). Разработал новый календарь Дамин ли, который был введен в 510, уже после смерти Цзу Чунчжи его сыном Цзу Хэнчжи и применялся до 588.
В последние годы жизни занимал должность начальника уезда.

## Вклад в науку
Как астроном, определил сидерические периоды обращения планет Солнечной системы с высокой точностью (в частности, для Юпитера установил период в 83/7 года). Вычислил продолжительность драконического месяца — 27,21223 суток, что отличается от современного значения всего на 0,00001 суток.
Разработал новый календарь (Дамин ли) с учетом явления прецессии.
Как математик, первым в мире рассчитал число {\displaystyle \pi } с точностью до седьмого знака после запятой, дав его значение между 3,1415926 и 3,1415927; более точное значение было вычислено лишь тысячу лет спустя.

## Названы в его честь
- {\displaystyle \pi ={\tfrac {355}{113}}} — значение π Цзу Чунчжи;
- Кратер на Луне;
- Астероид № 1888.